# سارة أوغوستا مالمبورغ
سارة أوغوستا مالمبورغ (بالسويدية: Sara Augusta Malmborg)‏ ، (20 مايو 1810 ، بيورسبولهولم في فارملاند - 10 أغسطس 1860 ، فوكسناس ) مغنية وعازفة بيانو سويدية.
وُلدت مالمبورج لكل من العقيد نوبل إميل آدم فون غيردتين (1772-1844) وتشارلوتا أولريكا كاتارينا لوينهيلم (1786-1875) وكانت ابنة أخت الحاكم كارل غوستاف لوينهيلم ‏ . في عام 1830 ، تزوجت من الجنرال أوتو أوغست مالبورج.
«كانت زوجة الجنرال مالمبورج، المولودة لعاءلة غيردتين، تملك موهوبة خيالية في كل الرأس والقلب، وعلى الرغم من أنها كانت تملك أسرة كبيرة لتديرها، إلا أنها كانت لا تزال الشخصية المحورية للحياة الموسيقية لكارلستاد ، بشكل ملحوظ في تلك الأيام. غالبًا ما كانت تظهر في الحفلات الموسيقية والسهرات، وقد اشتهرت كثيرًا بلعبها الرائع للبيانو، خاصةً لإعادة تشكيل مقطوعات بيتهوين . كانت بالإضافة إلى ذلك رسامة موهوبة تخصصت في الطلاء البني الداكن.» 
تم تثبيت موقع مالمبورج في المرتبة رقم 372 في الأكاديمية الملكية السويدية للموسيقى في 30 نوفمبر 1858. 